# Drepananthus polycarpus
Drepananthus polycarpus är en kirimojaväxtart som först beskrevs av Cyril Tenison White och William Douglas Francis och som fick sitt nu gällande namn av Siddharthan Surveswaran och Richard M.K. Saunders.
Drepananthus polycarpus ingår i släktet Drepananthus och familjen kirimojaväxter. Inga underarter finns listade i Catalogue of Life.